# Laietània
Laietània era la zona on antigament hi habitaven els laietans. Actualment serien aproximadament les comarques del Maresme, Barcelonès, Baix Llobregat, Vallès Oriental i Vallès Occidental.

## Etapa romana republicana
Al 218 aC els exèrcits romans desembarcaren a Empúries, una factoria grega amiga de la República, a fi de tallar els subministraments del cabdill cartaginès Hanníbal, que estava a punt d'envair la Itàlia romana amb el seu exèrcit d'elefants i mercenaris.
Els romans aviat s'empararen de tota la costa del nord-est hispànic i establiren aliances amb els populi o tribus indígenes. Entre aquests populi estaven els laietans, que no oposaren gran resistència a l'invasor. De fet des d'antuvi havien establert relacions comercials amb Roma.

## Abans de la romanització
Els principals poblats de Laietània que s'han descobert són: Barkeno, Poblat ibèric de Burriac, Poblat ibèric de Ca n'Oliver, Poblat ibèric del Far, Poblat ibèric del Puig Castellar, Poblat ibèric de Puig del Castell, Poblat ibèric de la Torre dels Encantats, Poblat ibèric del Turó d'en Boscà, Poblat ibèric del Turó de Céllecs i Poblat ibèric del Turó de Sant Miquel. 
Molts autors creuen que la capitalitat política d'aquest grup ètnic estaria situada probablement al poblat de Burriac (a prop de Mataró), mentre que el centre comercial més important era Barkeno, a Montjuïc.
Els laietans van encunyar diferents monedes pròpies. Una d'elles, datada del segle III aC, era de plata i tenia la inscripció de Barkeno, nom de la ciutat ibera situada a Montjuïc. L'altra, datada del segle II aC, era de bronze i tenia la inscripció de laiesken, que significa 'moneda dels laietans'. Això indica que els romans van fer servir una derivació del nom que usaven els locals per autodenominar-se (laies > laietans).
El comerç laietà marítim es feia amb fenicis, grecs i romans, entre altres pobles mediterranis. Al segle II aC, durant la conquesta romana de la regió, molts estudiosos situen la primera organització dels assentaments agraris romano-itàlics.

## Començament de la romanització
Entre finals del s. II aC i la primera meitat del s. I aC van néixer els primers nuclis de caràcter urbà de patró itàlic a la costa. El primer que es va fundar a la Laietània va ser Baetulo (Badalona). Guitart sempre ha defensat la idea que fou un establiment de veterans dels exèrcits de Mari. I precisament és a finals d'aquest segle ii aC quan comencen a aparèixer les primeres villae de tipus itàlic a Hispània.
A principis del s. I aC es creà una nova ciutat de patró romà a la costa laietana: Iluro, al costat de Burriac. Aquesta, igual que Baetulo, està esmentada per Plini a la seva Història Natural com a oppidum ciuium romanorum. Aquesta denominació pliniana és de la segona meitat del s. I dC i, per tant, no tenim proves que les dues ciutats de la costa del Maresme tinguessin aquesta "categoria" en aquestes dades. Guitart (1985), això no obstant, va llençar la hipòtesi que també els nuclis interiors d'Egara (Terrassa) i Aquae Calidae (Caldes de Montbui?) també podrien haver estat oppida ciuium romanorum des de la primera meitat del s. I aC.
La fundació dels primers nuclis urbans de ciutadans romans al s. I aC pot ser producte de la decisió dels caps militars vencedors a les guerres civils que tenen lloc a la nostra península. Així, durant la dictadura de Luci Corneli Sul·la molts pobles del NE peninsular abraçaren la causa de Sertori,del partit popular. Els militars enviats a combatre aquest cabdill foren derrotats en successives batalles. Finalment, el senat de Roma, el 77 aC, envià Gneu Pompeu a la Citerior i de seguida es va fer amb la costa catalana situada entre els Pirineus i la desembocadura del Llobregat. Lluità contra Sertori fins que finalment, el 72 aC, aquest fou mort a Osca. Pompeu va concedir la ciutadania romana a molts indígenes afectes i va haver de fundar nuclis de població com Gerunda (Girona) i Iluro, a fi d'assentar-los, juntament amb els veterans que lluitaren al seu costat. Aquesta podria ser la causa de l'origen de l'oppidum d’Iluro, que és una mica posterior a la fundació de Baetulo.
La fundació de noves ciutats està lligat a la colonització de terres, que fora d'Itàlia adquirí proporcions més destacades al s. I aC. Però no va ser un fenomen de masses. Està relacionat amb el fet que les lleis agràries promulgades a Roma durant la primera meitat del s. I aC tingueren com a objectiu primordial la repartició de lots de terra entre els veterans fora d'Itàlia, que també servien per recompensar els soldats i aconseguir clienteles. També hi hagué motius comercials. La terra que l'estat donava als colons rebia el nom d'ager assignatus i quasi sempre provenia de l'ager publicus o terra estatal conquerida.
A la Laietània és molt possible que les primeres assignacions tinguin lloc amb la fundació dels nuclis de Baetulo i Iluro. En el primer d'aquests assentaments, sembla que els lots donats als ciutadans eren aproximadament de 100 iugera o iugades (unes 25 Ha). Pel que fa a Baetulo els beneficiaris eren bàsicament colons italians. Iluro sembla el lloc d'assentament d'indígenes als quals se’ls concedí la ciutadania per haver lluitat a favor de Pompeu contra Sertori. A part dels indígenes que havien assolit la ciutadania, també s'establiren a la Laietània, com a tota la costa de la Tarraconense, colons italians, tant mercaders com militars als quals els eren assignats una parcel·la de terra després de llicenciar-se. A partir de principis del s. I aC tots eren ciutadans romans procedents del centre d'Itàlia i des de principis del s. I aC i sobretot a partir de mitjans d'aquest segle augmentaren els proletaris desposseïts de terres a Itàlia.
La forta presència romana en el nostre territori causada per les guerres civils de la primera meitat del s. I aC farà que els canvis que havien començat al segle anterior s'accelerin. A partir d'aquesta època, la urbanització donarà com a resultat la implantació del sistema basat en la ciutat més el seu territori i s'amollonaren les vies principals.
Es consolidaran en aquesta època circuits comercials estables entre el món ibèric i Itàlia, d'on vindrà molta ceràmica de vernís negre i àmforesdel tipus Dressel 1 amb vi.
Al s. I aC trobem en abundància monedes de la seca de Roma, amb la llegenda ROMA i la del nom del magistrat monetal, mentre que les seques ibèriques desapareixen després de la mort de Juli Cèsar (45 aC). També la fi de l'ús de l'escriptura ibèrica a les monedes d'Hispània està situada per Villaronga (1979) cap al 44 aC.
Cèsar feu noves deduccions de veterans a la Península. No obstant moltes d'aquestes foren fundades després de la mort de Cèsar pels triumvirs (Octavià, Marc Antoni i Lèpid).
A partir de mitjan segle i aC, el fenomen dels repartiments de terres adquirí més proporcions i d'aquesta manera Juli Cèsar tingué un paper preponderant en la romanització d'Hispània, on a més de la vinguda de colons hi afluïren capitals i interessos econòmics. Autors com Nony (1984) pensen que, especialment a partir de Cèsar, l'exèrcit va ser el principal instrument d'assentament d'italians i romans a les noves terres conquerides. Als colons beneficiaris de les reparticions de Cèsar també els era assignada una porció de territori i d'aquesta manera procediren a la parcel·lació del terreny que envoltava els nous nuclis i al cultiu intensiu de la vinya, que ja havien començat els seus predecessors de la primera meitat del s. I aC.
Cap als anys 70-60 del s. I aC els petits propietaris del que en època imperial serien les vil·les o uillae, començaren a produir vi i l'exportaren cap a les Gàl·lies i Itàlia en àmfores elaborades a la nostra zona que en un principi imitaven les formes procedents d'Itàlia. Cap als anys 40 va parèixer un tipus característic a la Laietània, però que també es produïa a altres llocs: la Pascual 1, testimonis de la qual s'han trobat al sud de les Gàl·lies.
El gran port de comercialització del nostre vi era Tarraco, el centre polític-administratiu de la Citerior.
Pel que fa als poblats, podem assenyalar que ara podem veure que com a resultat dels canvis pràcticament tots els assentaments ibèrics desapareixen a mitjan segle I aC. La principal causa d'això fou la fundació de les noves ciutats romanes.
També hem de dir que és en la primera meitat del s. I aC quan probablement es creen les mansiones o parades a la via Heraclea. Cal tenir en compte que per anar dels Pirineus a Tarraco, centre administratiu de la província Citerior, els exèrcits romans preferien la ruta terrestre que la marítima.
Època de l'alt imperi

## Època de l'Alt Imperi (s. I-II)
A Hispània, l'any 27 aC es creà la província Citerior Tarraconensis, amb capital a Tarraco. La Laietània sempre va estar inclosa en aquesta província i dins la Tarraconensis estava adscrita al Conuentus Tarraconensis, amb capital a Tarraco mateix, i que abraçava el que ara és Catalunya i el nord de la Comunitat Valenciana.
No sabem si els conuentus tenien divisions administratives menors o si directament ens trobem amb les diverses ciutats i el seu territori, ja que les fonts epigràfiques esmenten un praefectus Orae maritimae Laietanae (un prefecte o comandant de la costa laietana). El praefectus orae maritimae és un càrrec militar ja documentat en altres parts de l'imperi que tenia compte d'administrar els ports costaners d'una determinada zona, en aquest cas la Laietània. Això fa pensar que aquesta denominació, més que recordar una ètnia indígena, es referís a una divisió de tipus administratiu, la Regio Laietania, que limitaria per la seva part occidental amb l’ager de la colònia de Tarraco, situat a la Regio Cessetania. El riu Llobregat probablement en seria la línia de divisió, igual que en època prerromana.

### Ciutats de la Laietània imperial
En primer lloc farem referència a les fonts clàssiques que esmenten els nuclis de població de la zona que els romans conegueren com a Laietània.
Pomponi Mela, en la seva obra De chorographia, escrita als anys 40 del s. I dC, i concretament al llibre II, 5, 90, escriu: 
"Des d'aquí fins a Tarraco estan les petites poblacions [oppida] de Blande, Iluro, Baetulo, Bàrcino, Subur [Castelldefels] o Sitges?], Tolobi [?]; els petits rius Baetulo Besós, Rubricatum Llobregat, al costat del Mont de Júpiter Montjuïc a la costa de Bàrcino, i Maius [el Foix o l'Anoia ], entre Subur i Tolobi."
Plini el Vell, a la seva Història Natural, ens diu:
"Ara bé, a la costa estan la ciutat de Bàrcino, per sobrenom Faventia, les poblacions de ciutadans romans [oppida ciuium romanorum] de Baetulo i Iluro, el riu Arnum [la Tordera], Blandae [Blanes], el riu Alba [el Ter?] (...)"
Finalment, cal dir que pel que fa a mitjan s. II, Claudi Ptolemeu, en la seva obra Geographia Hyphégesis, als llibres II i III descriu en grec l'Europa coneguda al seu temps. Concretament, al llibre III, 6, 18, descriu el litoral dels laietans (laietanoon) i esmenta els nuclis urbans i accidents geogràfics amb les seves coordenades:
- Barkinon..............................17º 15’, 41º
- Baitulon..............................17º 50’, 41º 20’
- Desembocadura del riu Rubrikàton......17º 30’, 41º
- Promontori Lunari [turó del Montgat?].....18º 30’, 41º 30’
- Ailuron...............................18º, 41º 45’
- Blanda................................18º, 42º

Com a nota curiosa, la població d'Aquae Calidae (Caldes de Montbui), al Vallès Oriental i, per tant per molts estudiosos adscrita a la regió laietana, ell la col·loca dins el territori dels ausetans amb el nom d'Hydata Thermà (II, 6, 69). No obstant això, Fita (1904) considera que aquest nucli correspon a Caldes de Malavella i aleshores sí que estaria clara la seva adscripció ausetana.
Pel que fa a l'oppidum d'Egosa, que l'alexandrí situa dins l'ètnia dels castellans, Margenat (1986) i Moro (1987) la identifiquen com a Egara, la Terrassa romana. No obstant això, altres autors com García Alonso (2003) situen els castellans a la zona d'Olot.
És a dir, Caldes i Terrassa no pertanyerien als laietans, sinó a altres grups ètnics si acceptem les identificacions que han proposat els estudiosos esmentats.
Una mica després Ptolemeu ens esmenta Rubrikata com a "la ciutat de terra endins dels laietans", a la qual dona les coordenades 17º 20’ i 41º 25’ (II, 6, 72, in fine).
Hem de dir que les ciutats laietanes esmentades per aquests autors constituïen, més que grans nuclis de població, centres religiosos, administratius i comercials del territori o ager que les envoltava.
Les fundacions d'August com Bàrcino estaven adscrites a la tribu Galeria, a la qual també pertanyia el princeps.
Pel que fa a colònies romanes pròpiament dites, a la Laietània només constatem la fundació augústia de Bàrcino entre el 15 i el 8 aC al lloc que en època medieval era conegut com a mons Taber. Guitart (1992) pensa que es va crear per regular administrativament els ciutadans romans establerts anteriorment a la zona. Aquest esdeveniment, juntament amb els nous ramals viaris, reestructurà el mapa de la zona, ja que en època republicana les úniques ciutats costaneres de la Laietània foren Baetulo, Iluro i Blandae, de fortes arrels indígenes.
Quant a oppida ciuium romanorum de la Laietània, Plini esmenta Baetulo i Iluro, que són d'origen republicà. Aquests nuclis, igual que Rubí, Egara i Aquae Calidae, tenien forts precedents ibèrics; però no la Barcelona romana, llevat que es consideri el poblat de Montjuïc (Barkeno?) com el seu antecedent indígena. Si fem cas a Gascou (1972), fou també August qui concedí el rang d'oppida ciuium romanorum als nuclis de Baetulo i Iluro, pels quals passaria la branca marítima de la via Augusta. Marín (1988) pensa que els oppida ciuium romanorum potser eren conuentus o nuclis de ciutadans romans enmig de població no romana que assoliren aquest estatus en època cesariana. En tot cas, com apunta Guitart (1976) les ciutats de la costa laietana varen veure un espectacular creixement en època del primer emperador.
Baetulo i Iluro i les poblacions d'origen indígena d’Egara, Aquae Calidae i Blandae es beneficiarien de la concessió de l'ius latii minus atorgat per l'emperador Vespasià els anys 70 del s. I dC i passarien a ser municipis de dret llatí. Els seus ciutadans foren adscrits a la tribu Quirina. En tot cas la concessió d'aquest dret no tingué tanta importància a la zona laietana com, per exemple, el nord-oest de la península, menys romanitzat.
No obstant això, els nuclis costaners de Baetulo i Iluro semblen entren en decadència a partir de la mateixa època flàvia, però no el seu ric i extens poblament rural.

### La crisi delsegleiiia la Laietània
Les invasions dels pobles germànics del segle iii, cap a la dècada dels 60 d'aquest segle, provocaran la ruïna de les ciutats de la costa, com Baetulo, Iluro o Bàrcino. A diversos llocs de la Laietània hi ha indicis de destruccions causades pel foc d'aquesta època (jaciments de Rubí, Sabadell, Sant Cugat…), igual que a tota Catalunya i el Llevant hispànic.
Pel que fa al camp, començaria a aparèixer el fenomen del colonat, pel qual els pagesos arruïnats es posarien sota la protecció d'un gran terratinent. Aquesta tendència s'agreujarà notablement durant l'època baix imperial.
Un altre fenomen que comença a tenir efectes a la Tarraconense és l'aparició de les primeres comunitats cristianes en aquest segle iii. A les nostres terres, segons la tradició apòcrifa catòlica, la nova religió penetra amb Sant Fèlix de Girona i Sant Cugat, procedents del nord d'Àfrica, regió amb la qual Hispania i en general tot l'Occident romà mantenien fecunds intercanvis comercials des de finals del segle I dC.